# 大韩帝国军
大韓帝國軍（韓語：大韓帝國軍，대한제국군）是大韓帝國的軍隊。皇帝拥有统帅权。

## 概要
大韓帝國基本法典《大韩国国制》第5条「大韩皇帝拥有对国内陸海軍下达統率、制定編制、戒严解戒命令」模仿日本军編成。不过与日軍稍有差异，並没采用征兵制，而采用朝鲜王朝時代志愿役。法制兵力約9,000人。
後来，近衛騎兵及步兵隊在日韓合併後改「朝鮮騎兵隊」、「朝鮮步兵隊」，后縮小。1930年完全废止。
海军有朝鲜王朝时期的揚武和廣濟號等。

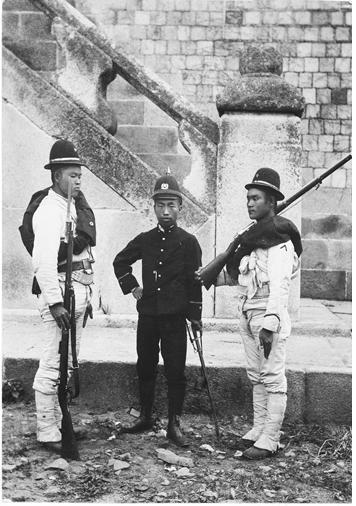
大韓帝國軍士兵

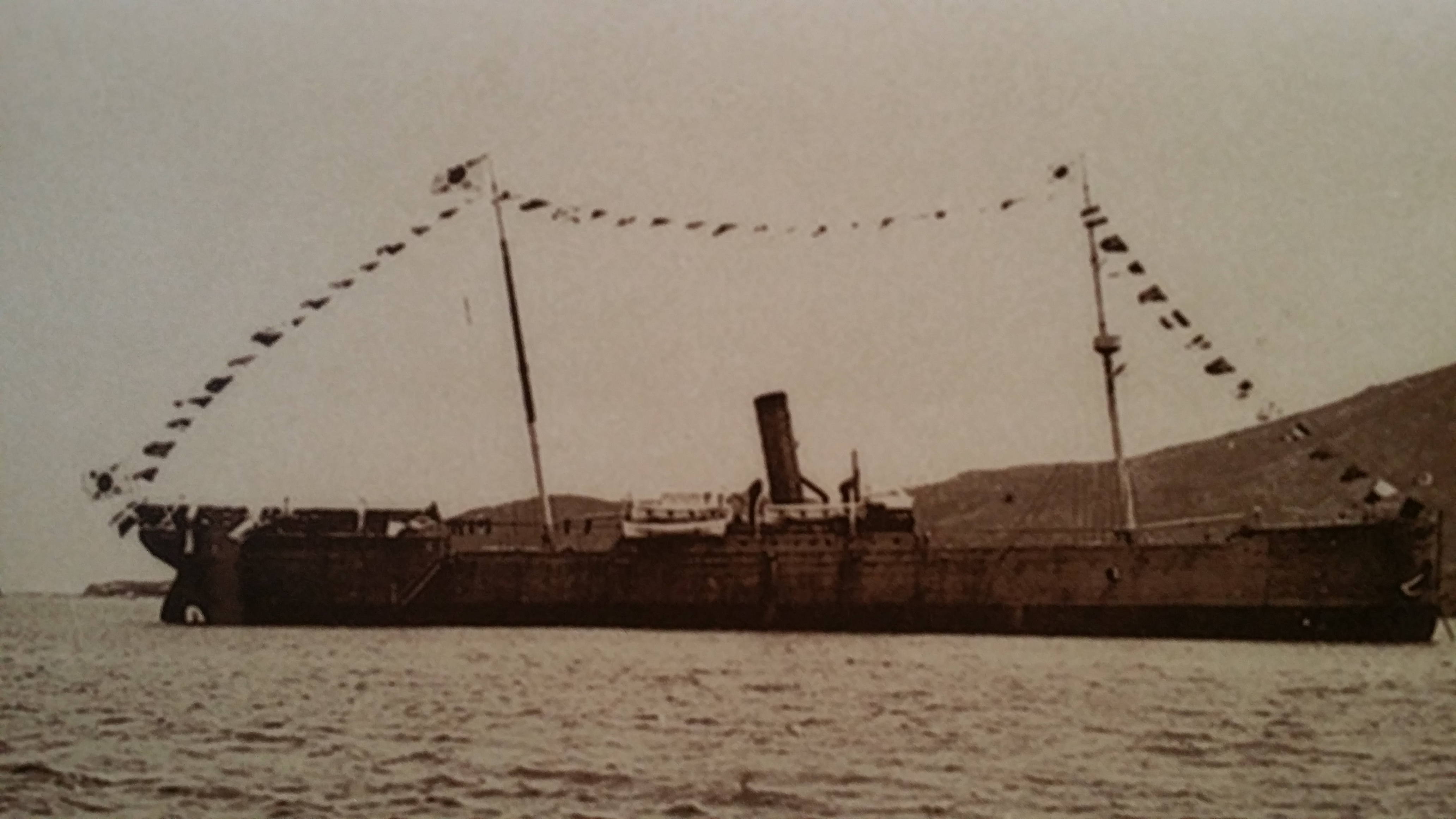
揚武號

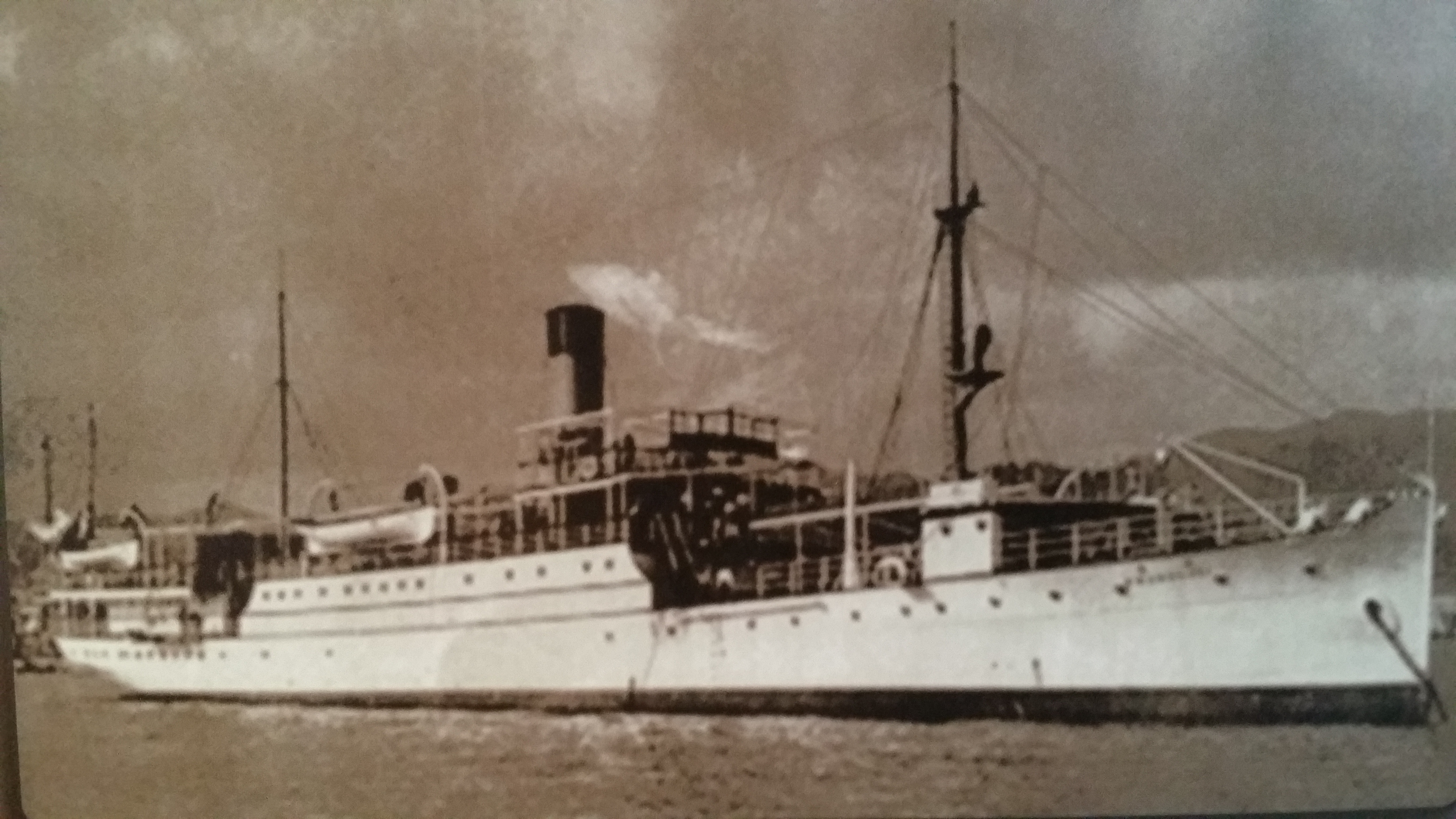
廣濟號

1907年7月24日，日本与丁未七贼签订《第三次日韩协约》。大韩帝国名存实亡。8月1日，大韩帝国军被日本强行解散，引发韩国军人武装兵变，后被日本镇压。原来部分士兵对此不满，参與義兵武力抗日運動:441-445。

## 組織

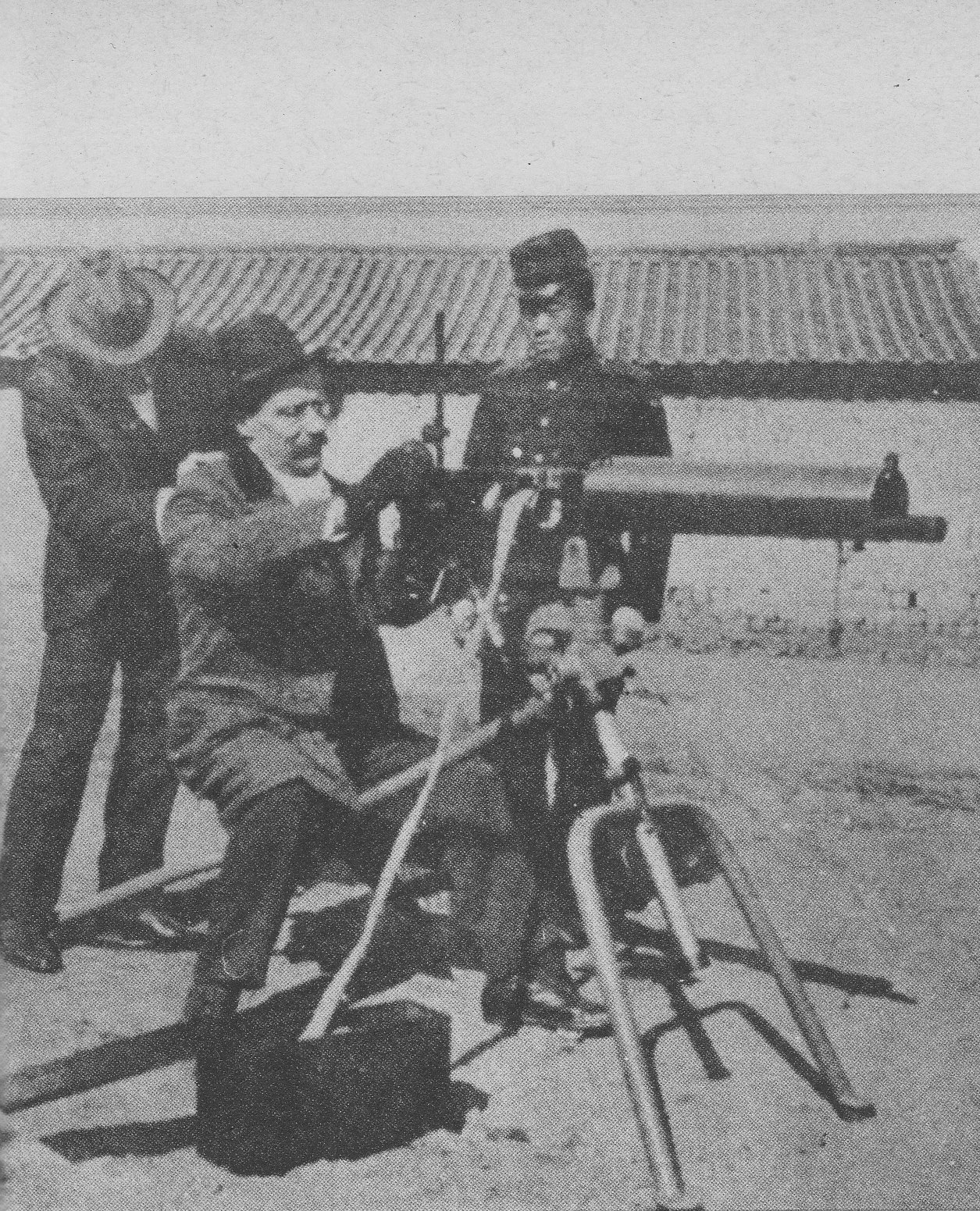
外国教官指导军人使用机关枪

解散直前組織。
- 軍部（相当于国防部）
- 侍从武官府
- 陪从武官府
- 将官会議所
- 憲兵司令部
- 憲兵部
- 陸軍法院
- 研成学校
- 武官学校
- 幼年学校
- 軍器廠
- 衛生隊
- 侍衛混旅團司令部
  - 步兵第1聯隊本部
    - 步兵第1聯隊第1大隊
    - 步兵第1聯隊第2大隊
    - 步兵第1聯隊第3大隊

  - 步兵第2聯隊本部
    - 步兵第2聯隊第1大隊
    - 步兵第2聯隊第2大隊
    - 步兵第2聯隊第3大隊

  - 騎兵隊
  - 炮兵隊
  - 工兵隊
  - 軍乐隊
  - 輜重隊
  - 洪陵守備隊
- 鎮衛步兵隊
  - 水原步兵大隊
  - 清州步兵大隊
  - 大邱步兵大隊
  - 光州步兵大隊
  - 原州步兵大隊
  - 海州步兵大隊
  - 平壤步兵大隊
  - 北青步兵大隊

## 武器
在簽訂《江華島條約》後，日本、清朝、美國和歐洲國家於1883年開始進口步槍、大砲、機關槍等現代武器，直至1910年被吞併。從1887年開始，朝鮮高宗甚至嘗試在當地製造武器，但從未成功。

### 步槍

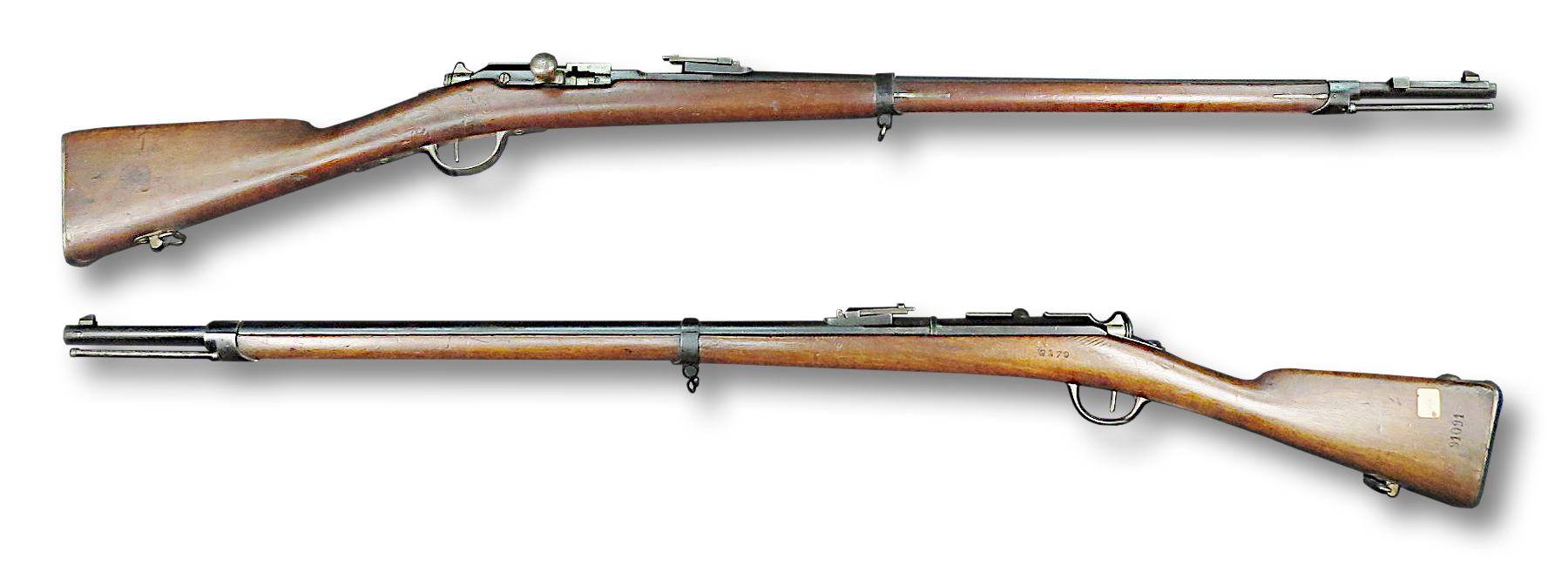
Fusil Gras mle 1874，從法國購買。
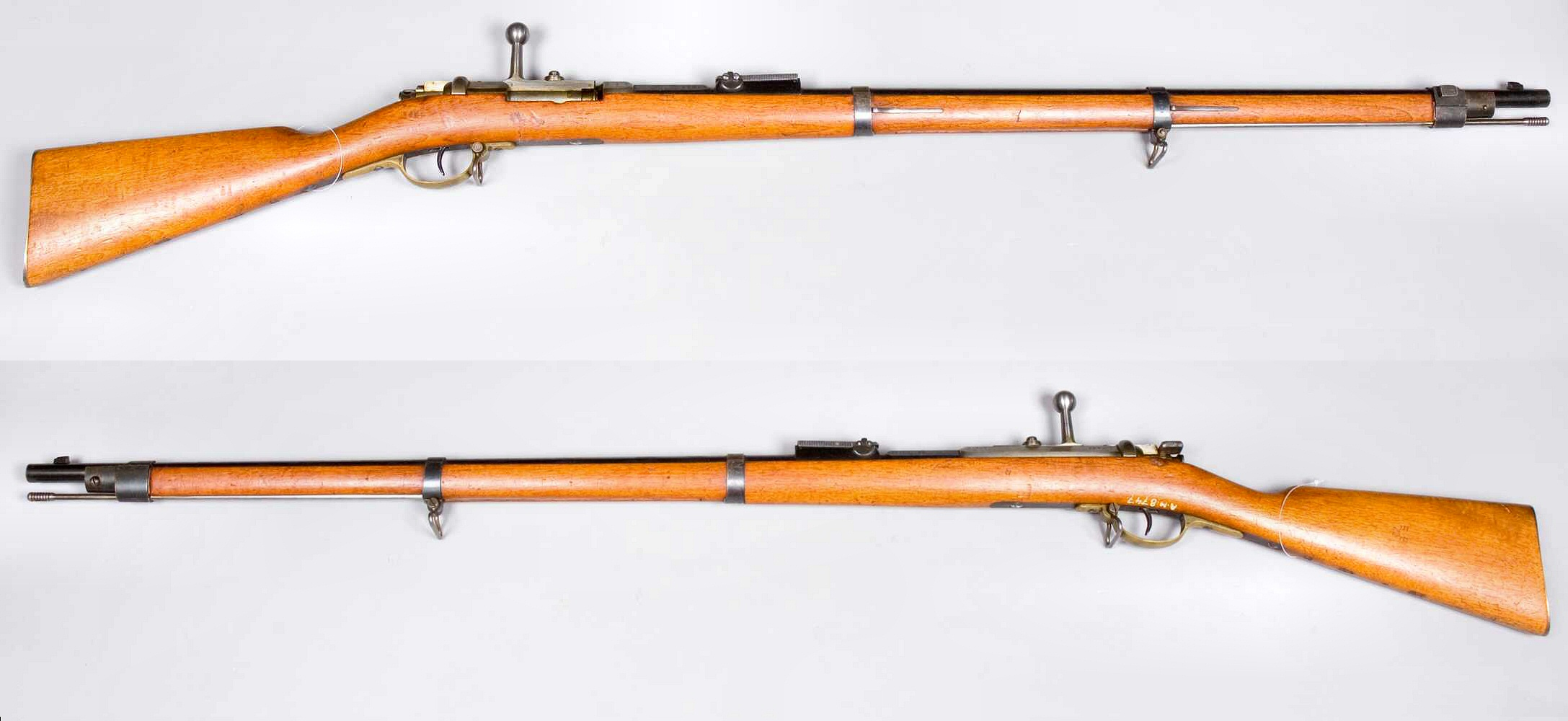
毛瑟1871型步槍，從德意志帝國獲得(1893~)，這是朝鮮帝國的制式步槍。
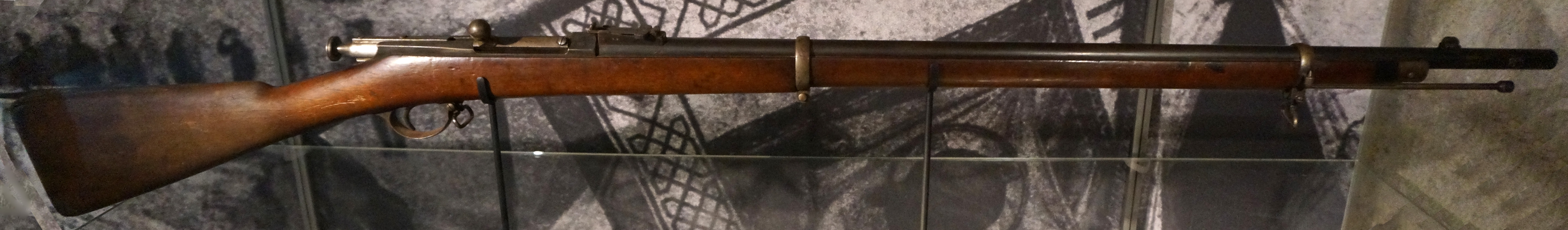
Berdan rifle. 購自俄羅斯帝國 (1896~). 這是帝國衛隊的標準配備，但它們不如毛瑟 1871 型可靠。
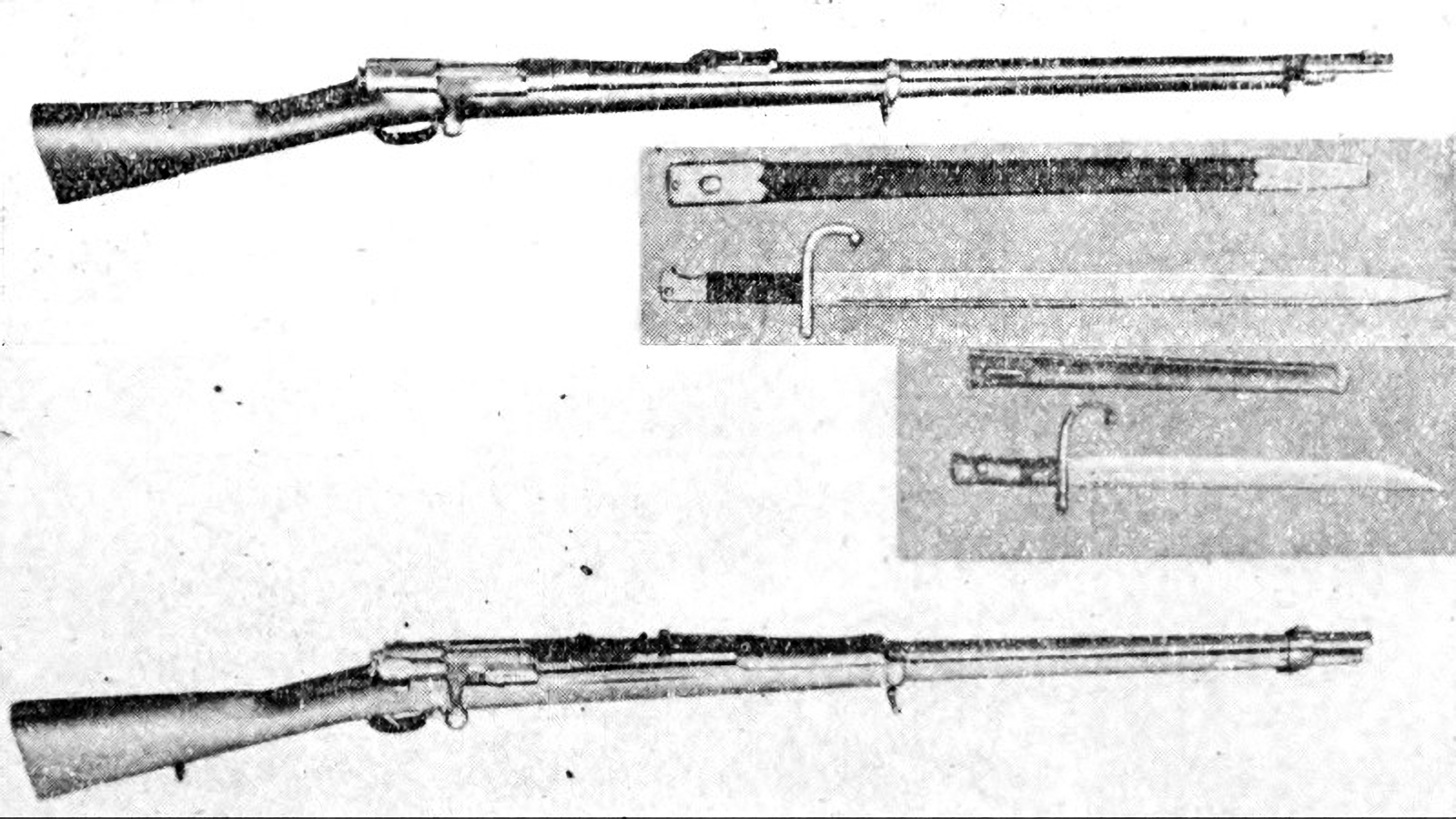
二十二年式村田步槍(上)與二十二年式村田卡賓槍(下)。購自大日本帝国 (1880年代~).
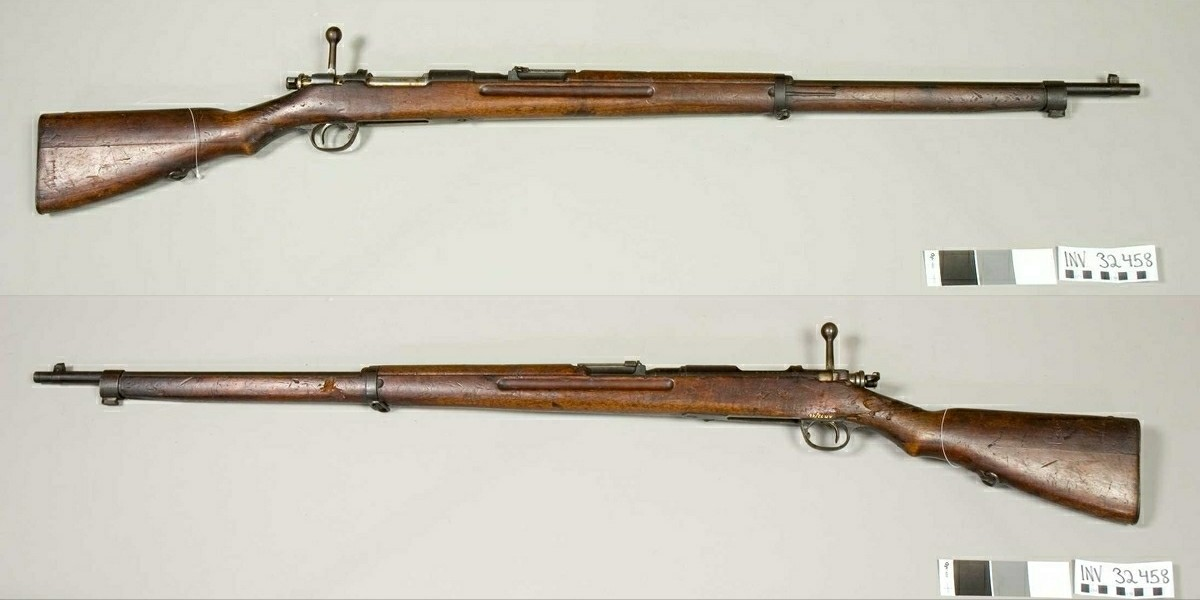
三十年式步槍，於（1900~）從日本帝國獲得，並在龍山軍工廠進行許可複製

### 手槍

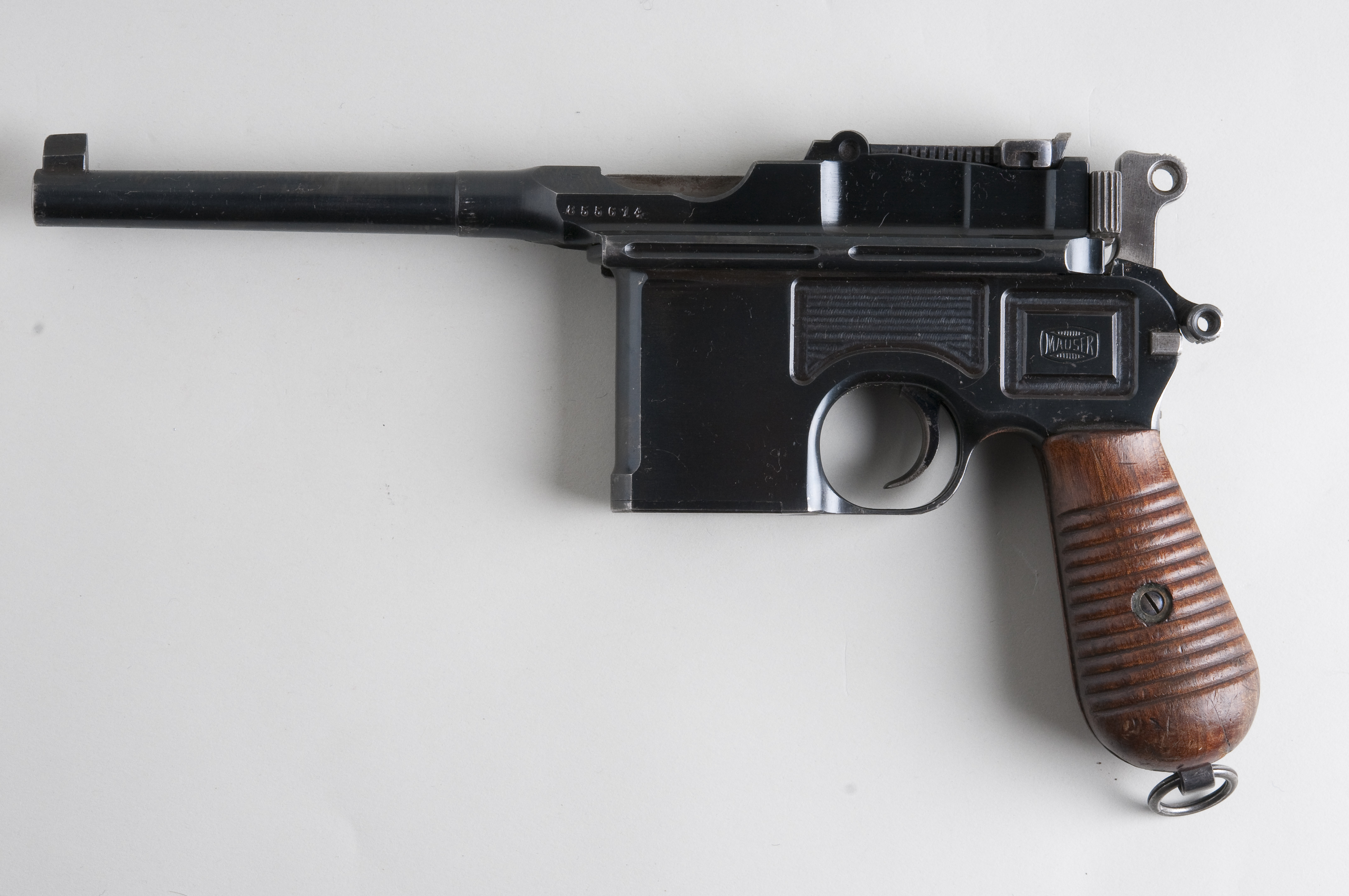
毛瑟C96手槍，購自德意志帝國。
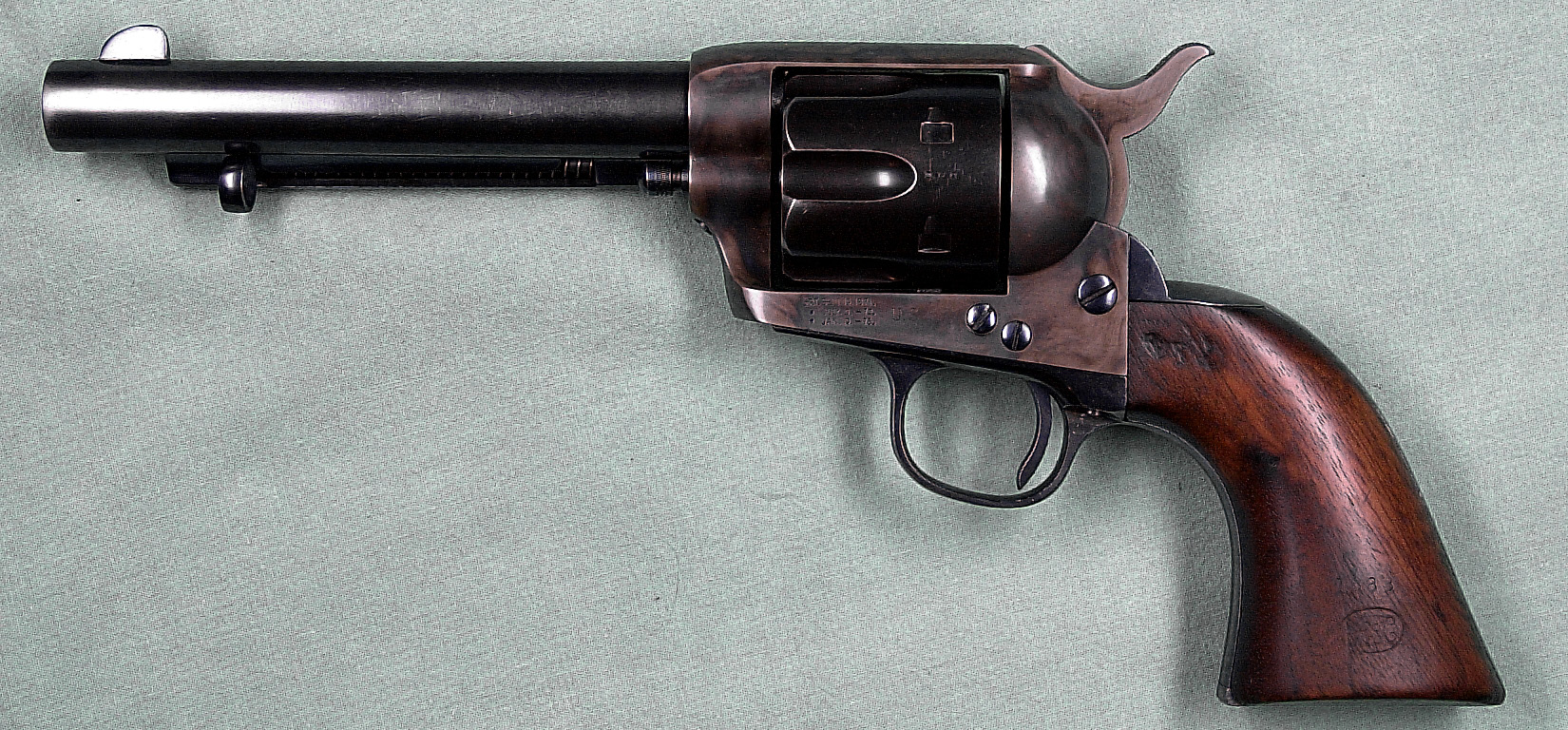
柯特單動式陸軍轉輪手槍， 購自美國。尤其是皇家衛隊。
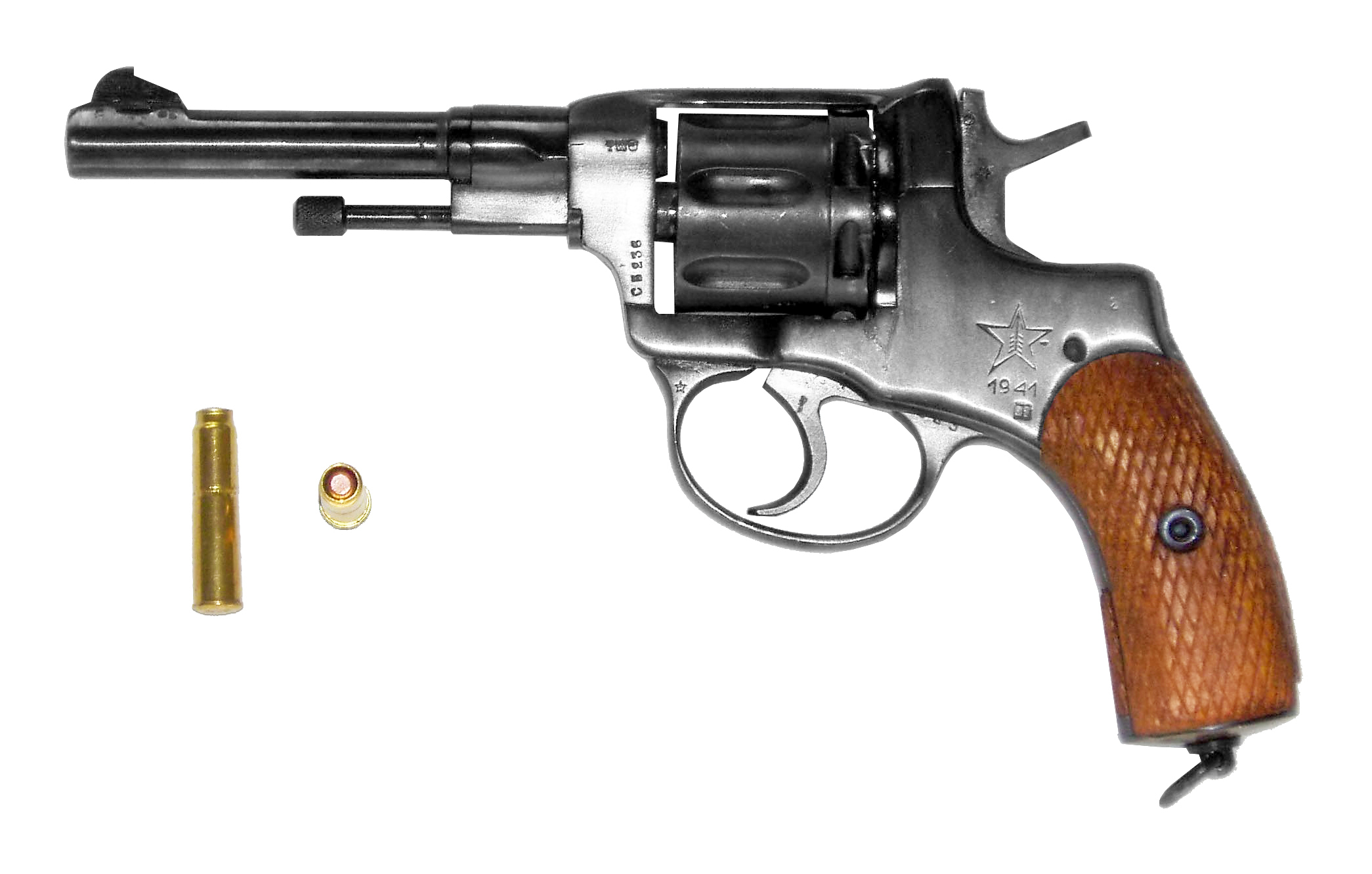
納干M1895轉輪手槍，購自俄羅斯帝國。被大韓軍隊和警察部隊使用。
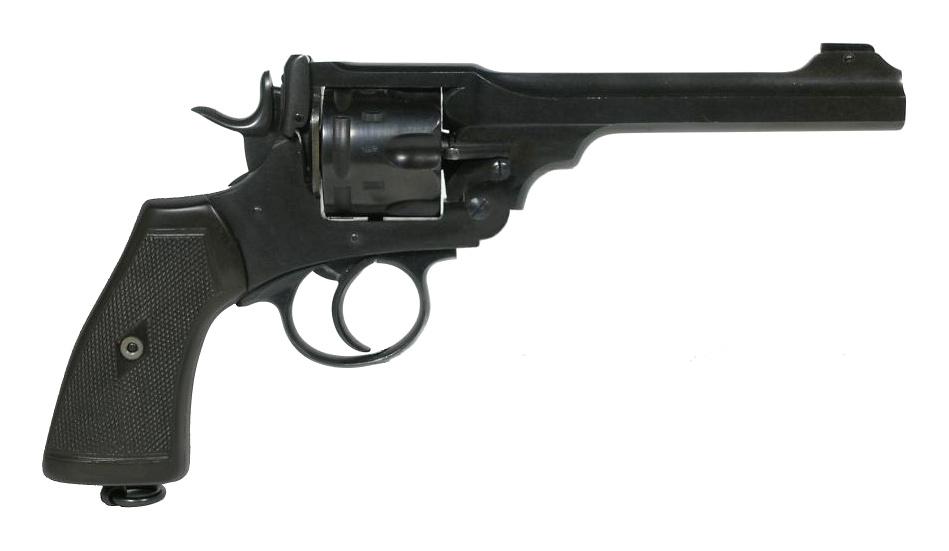
威百利轉輪手槍， 購自英國。尤其是皇家侍衛。

### 火炮

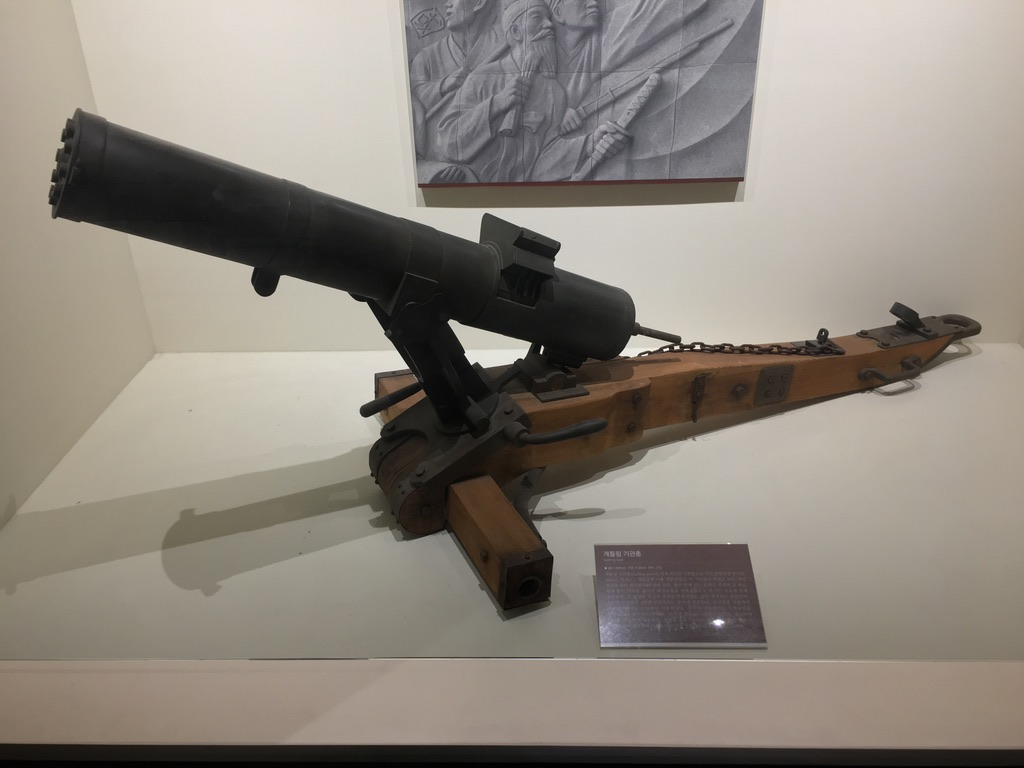
格林機槍，它們被用於東學黨起義期間，由美國獲得（1883~）
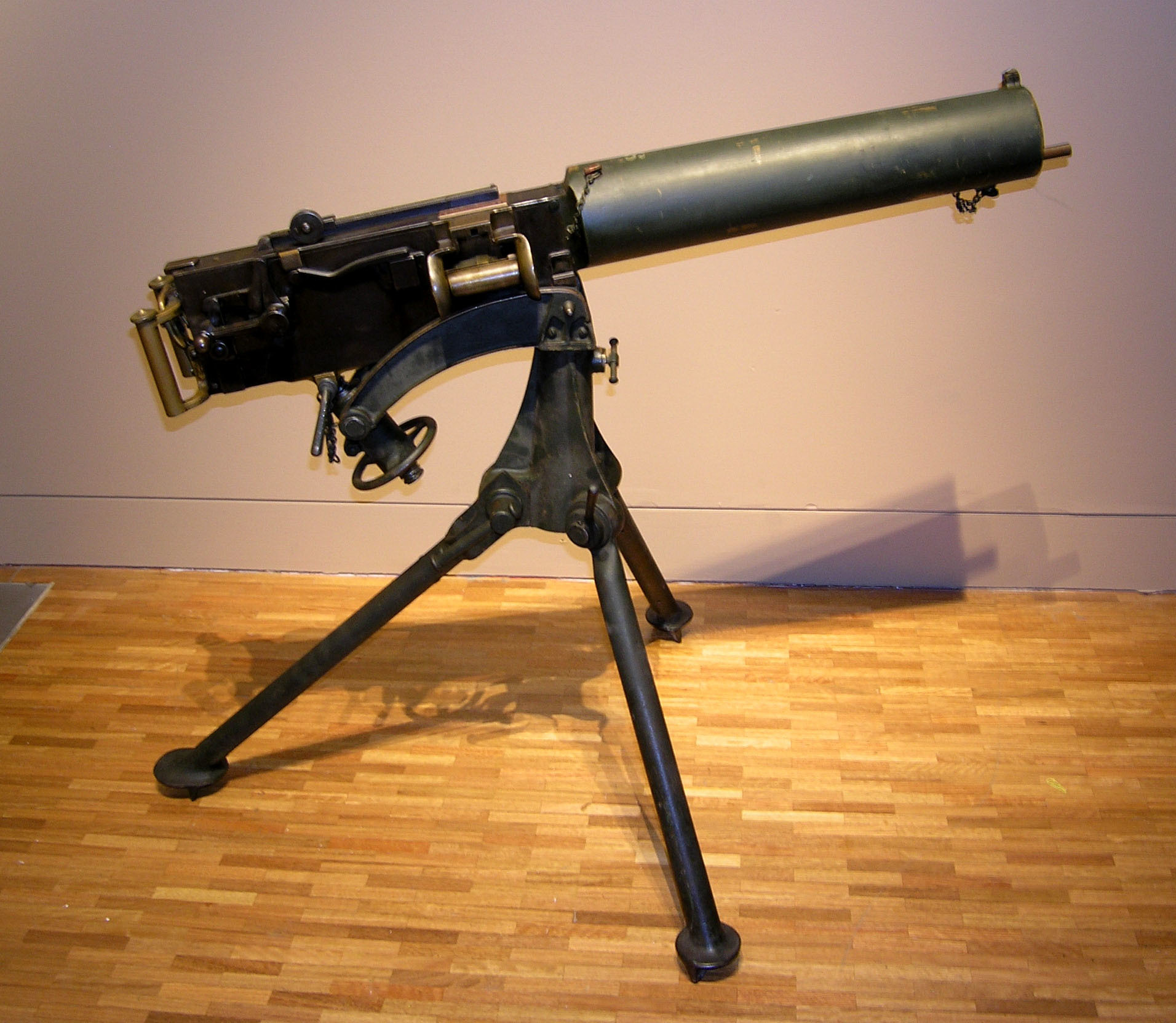
馬克沁機槍，購自英國。
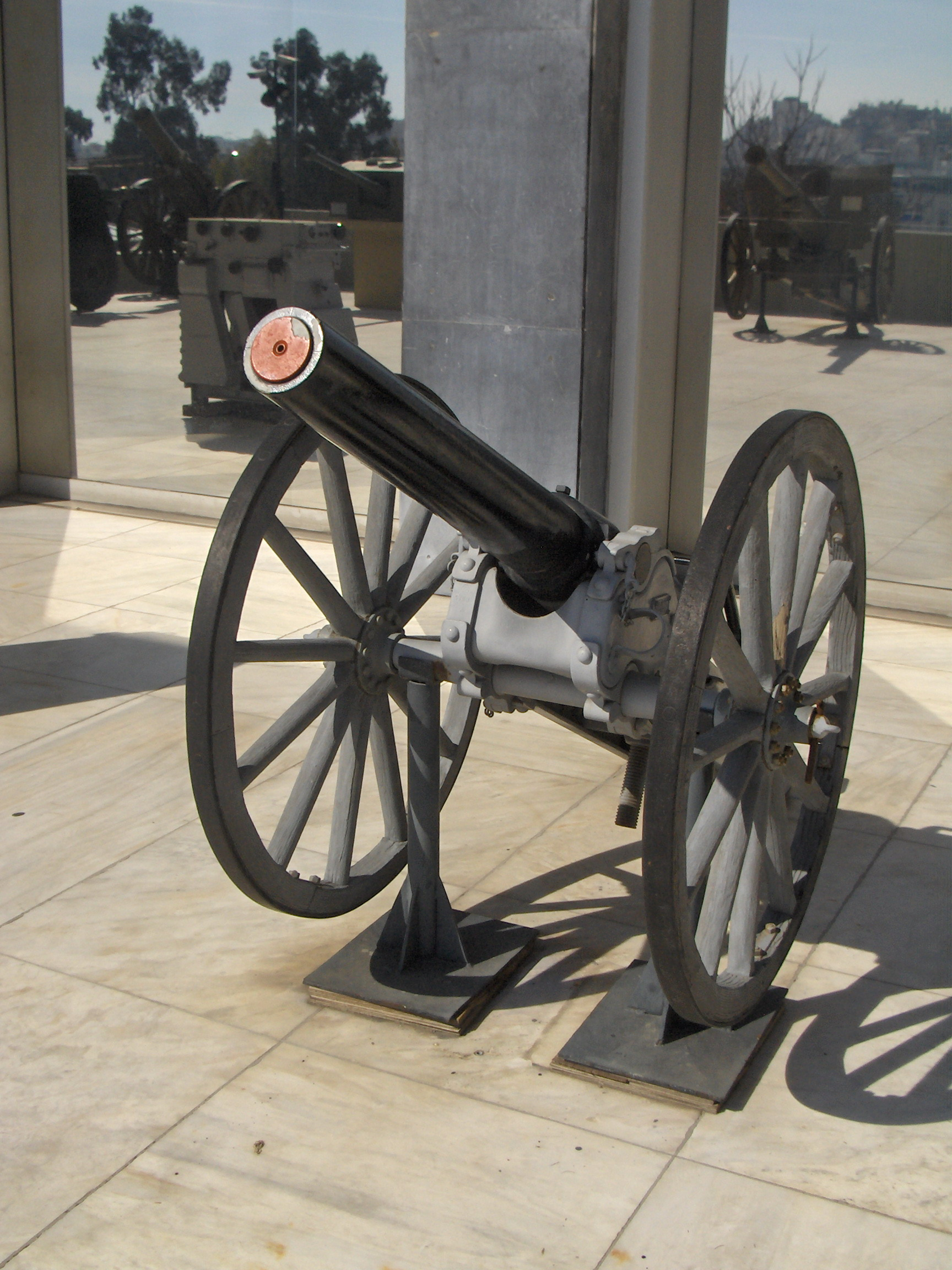
克魯伯 75mm 野砲，購自德意志帝國。
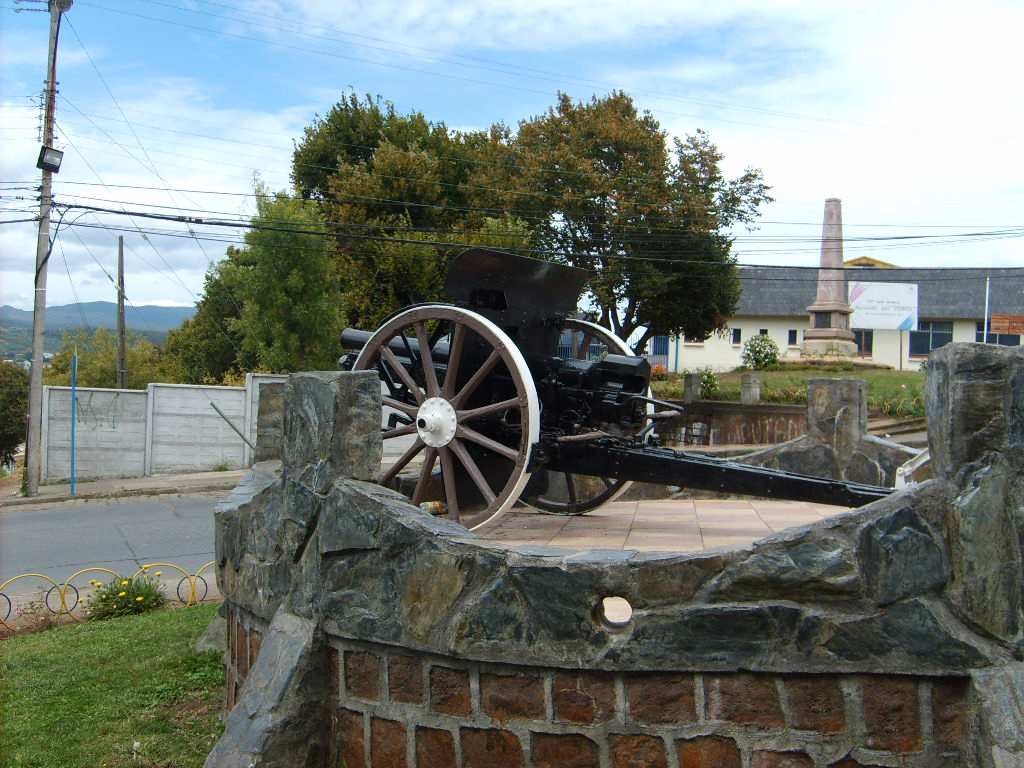
克魯伯 75mm 野砲，購自德意志帝國。
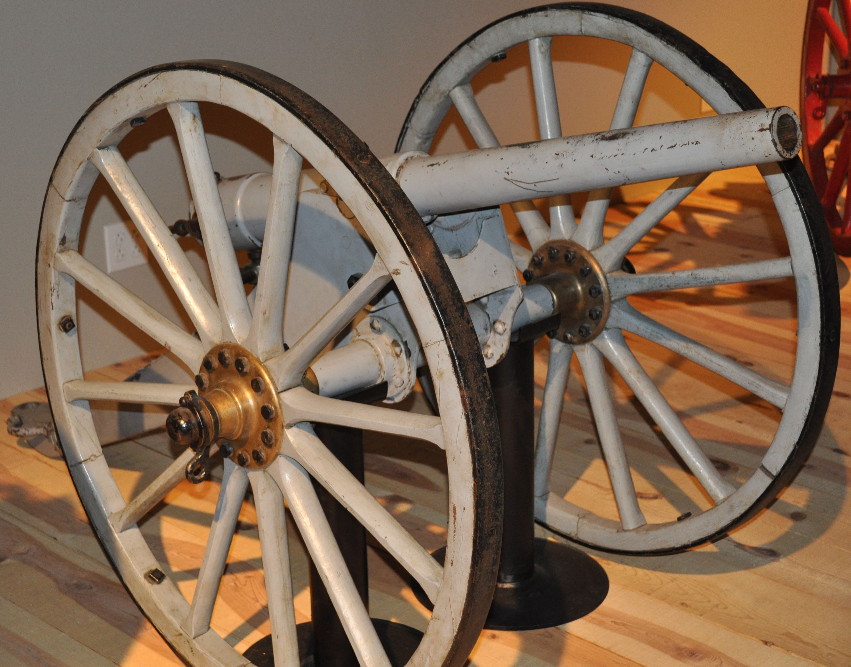
霍奇基斯 57 毫米山炮，購自美國。

### 軍刀

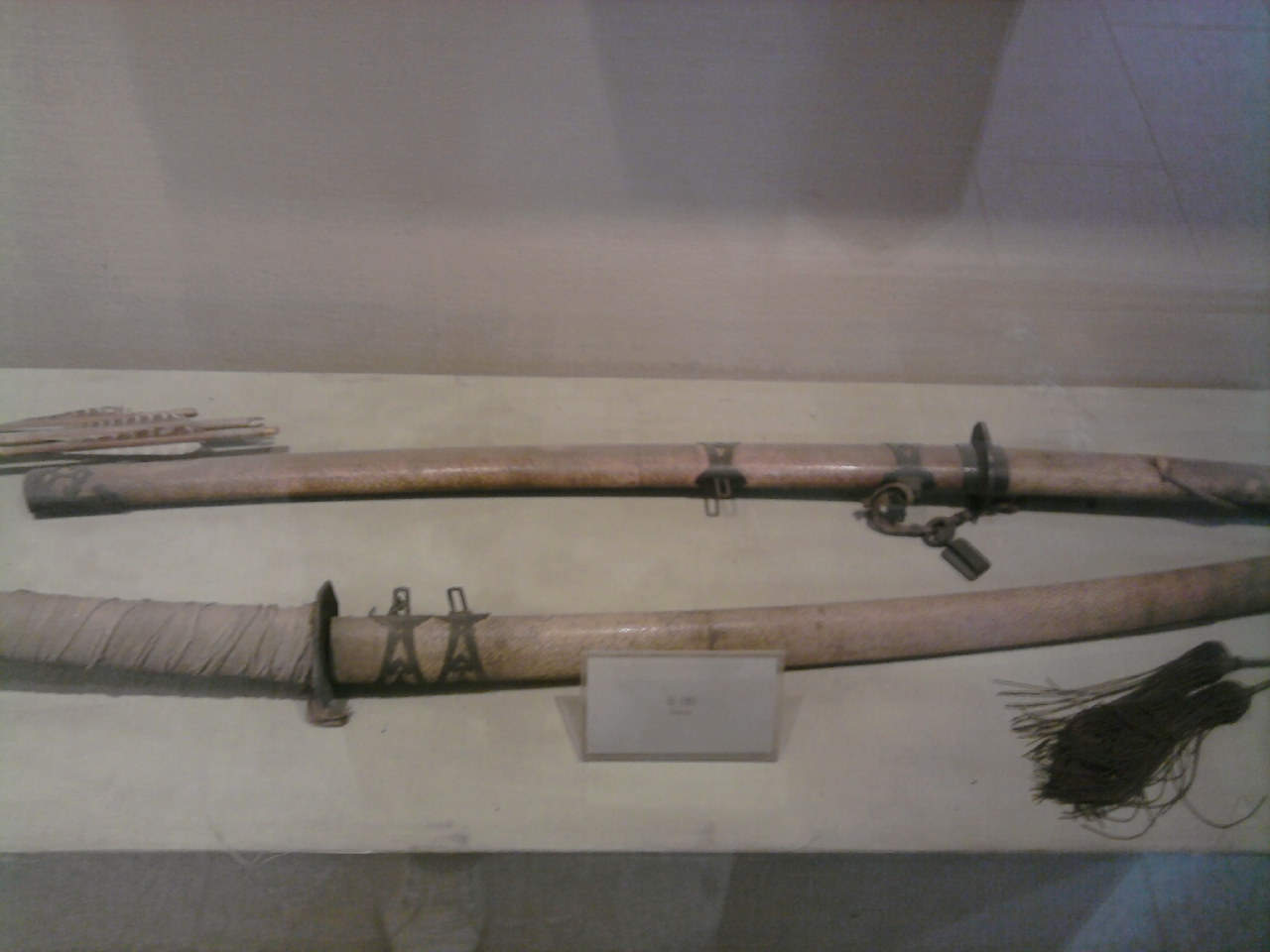
韓國刀，大韓帝國軍隊的標準禮儀劍。
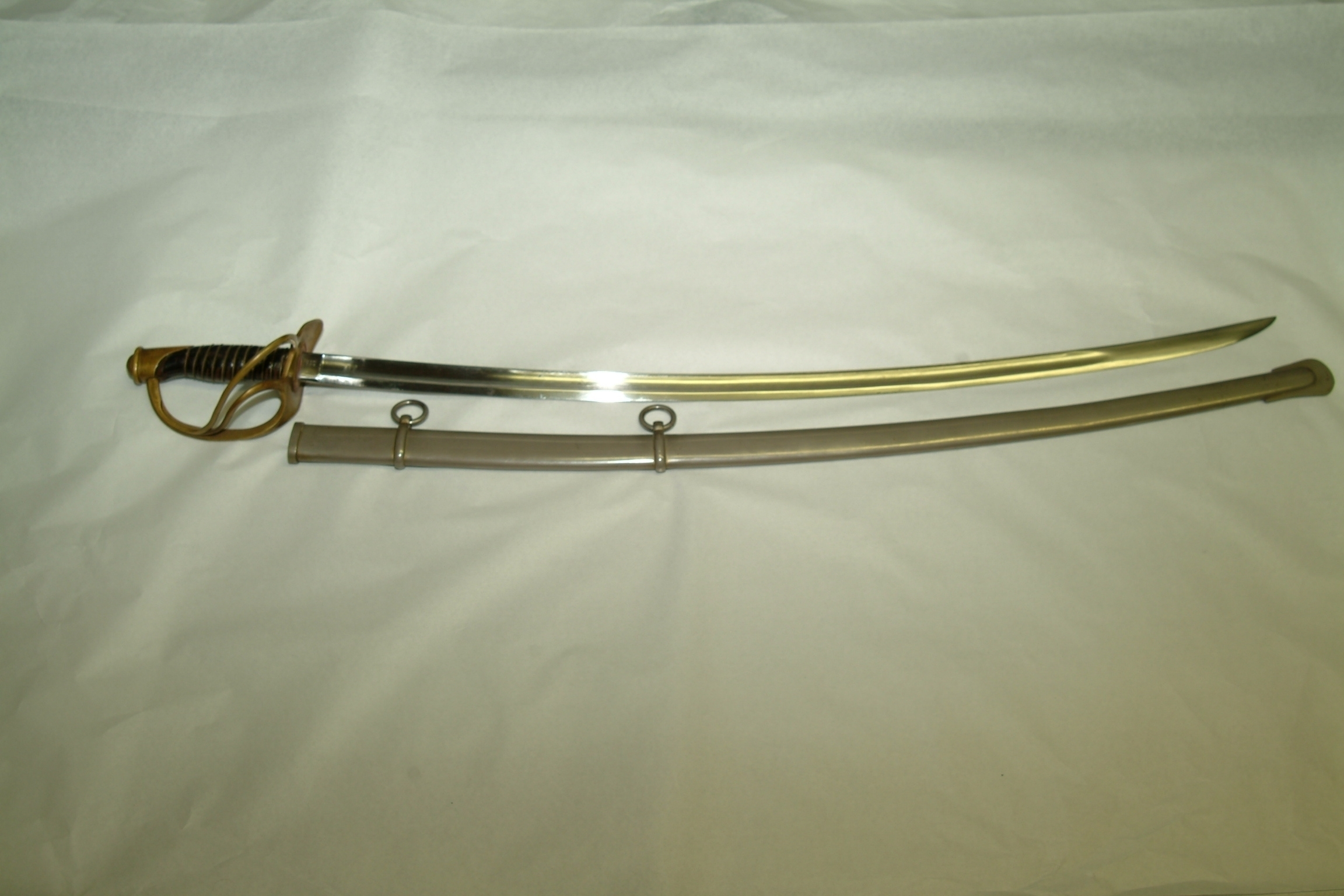
1860型輕騎兵軍刀，購自美國（19世紀末20世紀初）。
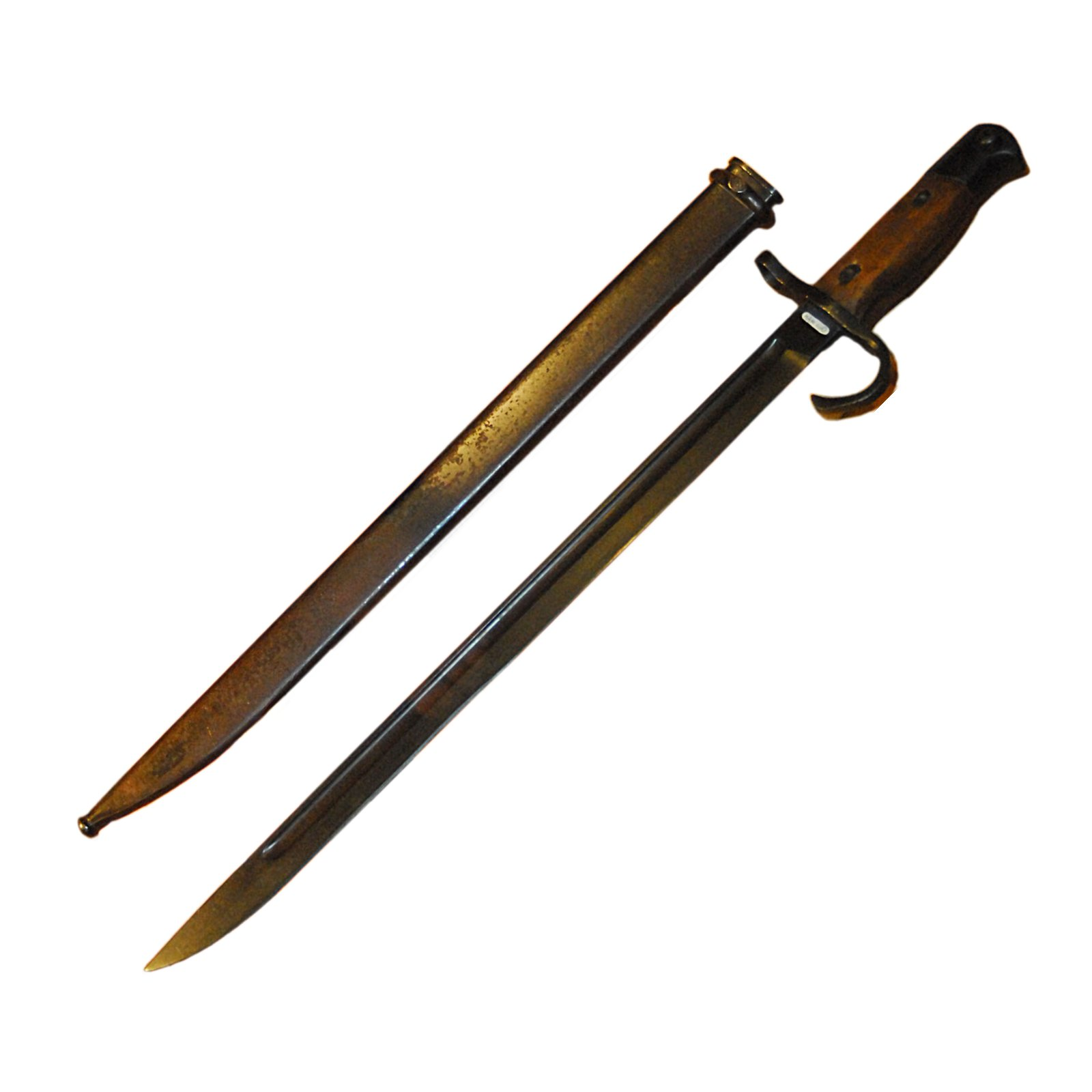
三十年式刺刀，購自日本帝國（1897 年）。

## 階級
| 肩章   | 韓國軍階 | 日本軍階     | 中文軍階 |      |
|        | 大元帥   | 大元帥       | 大元帥   | 軍官 |
|        | 副元帥   | 無（已廢止） | 元帅     | 軍官 |
|        | 大将     | 大将         | 上将     | 軍官 |
|        | 副将     | 中将         | 中將     | 軍官 |
|        | 参将     | 少将         | 少將     | 軍官 |
|        | 正領     | 大佐         | 上校     | 軍官 |
|        | 副領     | 中佐         | 中校     | 軍官 |
|        | 参領     | 少佐         | 少校     | 軍官 |
|        | 正尉     | 大尉         | 上尉     | 軍官 |
|        | 副尉     | 中尉         | 中尉     | 軍官 |
|        | 参尉     | 少尉         | 少尉     | 軍官 |
|        | 特務正校 | 特務曹長     | 士官長   | 士官 |
|        | 正校     | 曹長         | 上士     | 士官 |
|        | 副校     | 軍曹         | 中士     | 士官 |
|        | 参校     | 伍長         | 下士     | 士官 |
|        | 上等兵   | 上等卒       | 上等兵   | 士兵 |
| 一等兵 | 一等卒   | 一等兵       |          | 士兵 |
| 二等兵 | 二等卒   | 二等兵       |          | 士兵 |